# Trepant sense cable
Un trepant sense cable o trepant de bateria és una eina elèctrica portàtil que funciona mitjançant bateries recarregables, generalment de tecnologia ion-liti. El seu disseny sense cable permet una gran llibertat de moviment, sent ideal per a treballs de bricolatge, fusteria, muntatge i ús professional en les obres.

## Característiques
- Funciona sense cable, alimentat amb una bateria recarregable.
- Permet foradar, cargolar i té percussió en alguns models
- Inclou portabroques automàtic o amb clau.
- Disposa de múltiples posicions de parell de collament.
- Solen incorporar llum LED, indicador de càrrega i maletí de transport.

## Tipus segons voltatge
Els trepants sense cable es classifiquen pel voltatge de la bateria, cosa que determina la seva potència i autonomia.

### 10–12 V
Models compactes, lleugers i adequats per a tasques domèstiques o de precisió.
- Bosch PS31 10-12V[3]
- Bosch GSR 12V-15
- Makita DF331DSAE
- Black+Decker BDCHD12S1

### 14.4 V
Equilibri entre potència i grandària. Encara presents en gammes mitjanes.
- Bosch GSR 1440-LI
- Makita HP347D
- Makita DF347DWE
- Makita BL1430B (bateria compatible)

### 18–21 V
Gamma professional. Alta potència per a feines exigents.
- Bosch GSR 1800-LI
- Bosch GSB 18V-21
- Makita DHP453RFE
- DeWalt DCD776C3-QW
- Einhell TE-CD 18 Li-i
- Worx WX375 20V

### 28 V
Models menys comuns orientats a tasques industrials o d'alt rendiment.
- Alguns models de Milwaukee i DeWalt en gammes industrials.

## Comparativa tècnica entre models[4]
Van començar com cargoladors elèctrics de baixa potència, però avui dia omplen una molt ample gama.
| Marca   | Model         | Volts  | Motor          | Parell màx. | RPM màx. | Percussió | Portabroques | Capacitat perforació (Fusta / Metall / Maons) |
| ------- | ------------- | ------ | -------------- | ----------- | -------- | --------- | ------------ | --------------------------------------------- |
| Bosch   | GSB 18V-55    | 18 V   | Brushless      | 55 Nm       | 1.800    | Sí        | 13 mm        | 35 mm / 13 mm / 13 mm                         |
| Bosch   | GSR 18V-110 C | 18 V   | Brushless      | 110 Nm      | 2.100    | No        | 13 mm        | 82 mm / 13 mm / —                             |
| Bosch   | GSR 1800-LI   | 18 V   | Con escobillas | 34 Nm       | 1.300    | No        | 10 mm        | 29 mm / 10 mm / —                             |
| Bosch   | PS31          | 12 V   | Con escobillas | 30 Nm       | 1.300    | No        | 10 mm        | 19 mm / 10 mm / —                             |
| Makita  | DHP453RFE     | 18 V   | Con escobillas | 42 Nm       | 1.300    | Sí        | 13 mm        | 36 mm / 13 mm / 13 mm                         |
| Makita  | DF331DSAE     | 12 V   | Con escobillas | 30 Nm       | 1.700    | No        | 10 mm        | 21 mm / 10 mm / —                             |
| Makita  | HP347D        | 14.4 V | Con escobillas | 34 Nm       | 1.400    | Sí        | 10 mm        | 25 mm / 10 mm / 10 mm                         |
| DeWalt  | DCD796D2      | 18 V   | Brushless      | 70 Nm       | 2.000    | Sí        | 13 mm        | 38 mm / 13 mm / 13 mm                         |
| DeWalt  | DCD710D2      | 10.8 V | Con escobillas | 24 Nm       | 1.500    | No        | 10 mm        | 20 mm / 10 mm / —                             |
| Einhell | TE-CD 18 Li-i | 18 V   | Brushless      | 60 Nm       | 1.800    | Sí        | 13 mm        | 38 mm / 13 mm / 13 mm                         |
| Worx    | WX375         | 20 V   | Brushless      | 60 Nm       | 1.600    | Sí        | 13 mm        | 40 mm / 13 mm / 13 mm                         |

## Tecnologia dels packs de bateries
Els packs de bateries necessiten un balancejat de bateria, que és una tècnica que maximitza la capacitat duna bateria de tenir tota la seva energia disponible per al seu ús i augmentar la longevitat de la bateria . Normalment el regulador de bateria és un dispositiu incorporat dins del paquet de bateries que duu a terme l'equilibri de la bateria. La majoria de trepants sense cable moderns utilitzen bateries d'ions de lit que ofereixen:
- Major densitat energètica.
- Menor pes.
- Absència defecte memòria.
- Càrrega ràpida i vida útil perllongada.

| Fabricant | Model             | Voltatge  | Capacitat (Ah) | Tipus de BMS | Observacions                                   |
| --------- | ----------------- | --------- | -------------- | ------------ | ---------------------------------------------- |
| Bosch     | PBA 12V 2.5Ah     | 12V       | 2.5            | Extern       | Ús domèstic, sistema Power for All             |
| Bosch     | GBA 18V 5.0Ah     | 18V       | 5.0            | Intern       | Professional, tecnologia CoolPack              |
| Bosch     | ProCORE 18V 8.0Ah | 18V       | 8.0            | Intern       | Alta densitat energètica, BMS intel·ligent     |
| Makita    | BL1021B           | 12V       | 2.0            | Extern       | Sèrie CXT, compacte                            |
| Makita    | BL1850B           | 18V       | 5.0            | Intern       | Sèrie LXT, amb indicador de càrrega            |
| Makita    | BL4040            | 40V       | 4.0            | Intern       | Sèrie XGT, comunicació digital bateria-màquina |
| DeWalt    | DCB124            | 12V       | 3.0            | Extern       | XR Compacta, ús professional lleuger           |
| DeWalt    | DCB184            | 18V       | 5.0            | Intern       | XR Li-Ion, compatible amb tota la gamma 18V    |
| DeWalt    | DCB546            | 18V / 54V | 6.0            | Intern       | FLEXVOLT, voltatge dual, BMS intel·ligent      |

## Arquitectura interna dels packs de bateries
La tensió nominal d'un paquet de bateries queda determinada per la quantitat de subgrups de cèl·lules de 3,7V connectats en sèrie. Cada subgrup pot estar format per una o diverses cèl·lules en paral·lel, cosa que incrementa la capacitat (Ah) del pack
| Voltatge nominal | Núm. de subgrups de 3,7V en sèrie | Exemple de models                                       | BMS         | Comentari                                                                   |
| ---------------- | --------------------------------- | ------------------------------------------------------- | ----------- | --------------------------------------------------------------------------- |
| 3,7 V            | 1                                 | Power Banks USB                                         | No requerit | Les cèl·lules estan en paral·lel; s'usa un convertidor DC-DC de 3.7 V → 5 V |
| 10,8–12 V        | 3                                 | Black&Decker BL1510, Makita BL1013, Bosch BAT411 (PS31) | Extern      | 2 preses intermèdies per a BMS en el carregador                             |
| 14,4–16 V        | 4                                 | Makita BL1415G                                          | Extern      | 3 preses intermèdies; BMS normalment en el carregador                       |
| 18–21 V          | 5                                 | Makita BL1850B, Bosch SM31 (GSR 1800-LI)                | Intern      | 4 preses intermèdies; amb BMS integrat                                      |

La presència de preses intermèdies en el conexionat del pack permet al BMS (intern o ubicat al carregador) monitoritzar i equilibrar l'estat de càrrega de cada grup de cèl·lules. Aquest balanç és fonamental en configuracions en sèrie, ja que les cèl·lules no s'equilibren automàticament com passa en paral·lel. Alguns dissenys de baix cost fan servir díodes per limitar el desequilibri entre cèl·lules, encara que aquesta tècnica ofereix protecció limitada i pot reduir la vida útil del conjunt.

## Power packs =>% de càrrega vs. Volts
| Càrrega | 3.7 V pack | 10.1 V pack | 14.8 V pack | 18 V pack | 21 V pack |
| ------- | ---------- | ----------- | ----------- | --------- | --------- |
| 100%    | 4.2 V      | 12.6 V      | 16.8 V      | 21.0 V    | 25.2 V    |
| 75%     | 3.9 V      | 11.7 V      | 15.6 V      | 19.5 V    | 23.1 V    |
| 50%     | 3.7 V      | 10.8 V      | 14.4 V      | 18.0 V    | 21.0 V    |
| 25%     | 3.5 V      | 10.0 V      | 13.2 V      | 16.5 V    | 18.9 V    |

## Aplicacions
- Muntatge de mobles.
- Instal·lació de prestatgeries, cortines, suports.
- Perforació en fusta, metall, plàstic i maçoneria (models amb percutor).
- Cargolat en sèrie.

## Seguretat
- Empunyadura ergonòmica i antilliscant.
- Protecció contra sobrecàrrega i sobreescalfament.
- Fre electrònic en alguns models.
- Llum LED per a zones fosques.